# 初沢川 (東京都)
初沢川（はつざわがわ）は、東京都八王子市の初沢町から高尾町にかけて流れる河川、また通称では水路と呼ばれる。南浅川の支流である。

## 地理
初沢町の新高尾霊園付近に源を発し山間の中を流れ込んでゆく。山間を抜けるとやがて高尾町に入りJR中央本線や京王高尾線の下を抜ける。JR中央本線の高尾駅北口近くを流れ込み、国道20号（甲州街道）の下を抜けやがて東京都道46号八王子あきる野線付近で南浅川と合流していく。

## 歴史
この初沢川は以前2008年8月の大雨により土石流が発生し高尾駅が冠水したことがあったため、砂防堰堤が建設されている。
2013年10月31日から2014年2月28日までの期間に、この初沢川の水路において水位計他設置や沈砂施設に伴う工事がいずれも初沢町にて実施された。

## 交差する交通
- JR中央本線（高尾駅が最寄り）
- 京王高尾線（同上）
- 国道20号（甲州街道）
- 東京都道46号八王子あきる野線

## 周辺の施設など
上流付近から
- 新高尾霊園
- 八王子市立浅川中学校
- 八王子市立浅川小学校
- 大光寺
- 高尾駅
- 熊野神社